# Fimbul-Canyon
Koordinaten: 69° 29′ S, 1° 4′ O
Der Fimbul-Canyon ist ein Tiefseegraben in der Lasarew-See vor der Prinzessin-Martha-Küste des ostantarktischen Königin-Maud-Lands. Er liegt vor dem Nordrand des Fimbul-Schelfeises.
Benannt ist er seit 1997 auf Vorschlag des Vermessungsingenieurs und Glaziologen Heinrich Hinze vom Alfred-Wegener-Institut in Anlehnung an die Benennung des benachbarten Schelfeises.